# Sustainable Performance Accounting
Sustainable Performance Accounting (SPA, 2022) ist ein betriebswissenschaftliches Konzept zur Integration von Nachhaltigkeit in die unternehmerische Erfolgsrechnung. SPA integriert Nachhaltigkeitssachverhalte in etablierte Gewinn- und Verlustrechnung (GuV)-bezogene Performance-Kennzahlen, wie bspw. Jahresüberschuss (JÜ), Earnings Before Interest and Taxes (EBIT) oder Eigenkapitalrendite (EKR).
SPA nutzt die Logiken und Mechanismen der klassischen Betriebswirtschaft, genauer: der Buchführung. Für eine Verknüpfung von Finanz- und Nachhaltigkeitsdaten schlägt SPA vor, neben der Finanz-Buchhaltung (F-Buchhaltung) eine zweite Buchhaltung anzulegen. Die ESG-Buchhaltung orientiert sich ebenfalls an den Grundsätzen ordnungsgemäßer Buchführung (GoB). ESG steht hier für Nachhaltigkeitssachverhalte und deckt Umwelt (Environment, E), Soziales (Social, S) und gute Unternehmensführung (Governance, G) ab. Die integrierte ganzheitliche Buchhaltung (S-Buchhaltung, F-ESG-Buchhaltung) setzt sich dabei aus der Finanz-Buchhaltung (F-Buchhaltung) und der ESG-Buchhaltung zusammen. SPA stellt eine buchhalterisch in sich geschlossene Systematik zu Erfassung von negativen und positiven ESG-Effekten in der Bilanz und GuV dar.

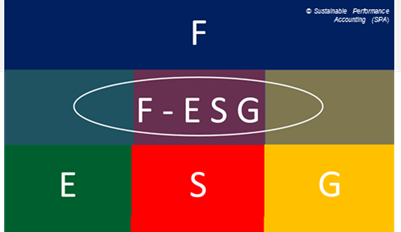

SPA berücksichtigt sowohl betriebliche ESG-Sachverhalte (finanzielle Wesentlichkeit, Outside-in Perspektive) als auch ESG-Gemeinwohlsachverhalte (Wesentlichkeit der Auswirkungen, Inside-out Perspektive), also negative und positive externe Effekte. Betriebliche ESG-Sachverhalte entsprechen der finanziellen Wesentlichkeit gemäß European Sustainability Reporting Standards (ESRS). Diese Perspektive wird als Outside-in Perspektive bezeichnet, denn sie beinhaltet die finanziellen Auswirkungen, die ökologische und gesellschaftliche Dynamiken auf Unternehmen haben. ESG-Gemeinwohlsachverhalte entsprechen der Wesentlichkeit der Auswirkungen gemäß ESRS. Diese Perspektive wird auch Inside-out-Perspektive bezeichnet, die die Impacts von Unternehmen auf Umwelt und gesellschaftliche Systeme abbildet. Durch diese Gliederung ist SPA u. a. anschlussfähig an die europäischen Nachhaltigkeitsstandards (European Sustainability Reporting Standards, ESRS).
Sustainable Performance Accounting übersetzt die Verantwortung von Unternehmen gegenüber der Allgemeinheit in die Rechnungslegung. Der Begriff „die Allgemeinheit“ wird im Folgenden als Sammelbegriff für Natur und Gesellschaft bzw. sozial-ökologische Systeme, die in Interaktion mit Unternehmen stehen. ESG-Gemeinwohlsachverhalte werden bei SPA gegen die neue Eigenkapital-Position „ESG-Kapital“ gebucht. Dadurch wird die Allgemeinheit implizit Gesellschafterin der Unternehmung.
Auf Basis der S-Buchhaltung (Sustainable-, also nachhaltige Buchhaltung) können S-Performance-Kennzahlen ermittelt und anhand von Nachhaltigkeitsinformationen von Rahmenwerken – wie bspw. den ESRS – erläutert werden. So wird bspw. die etablierte Performance-Kennziffer EBIT (Earnings before interests and taxes) zum SEBIT (Sustainable EBIT) erweitert. Die nachhaltige Buchhaltung bei SPA steht dabei für Nachhaltigkeit im weiteren Sinne. Nach SPA ist ein Unternehmenserfolg dann nachhaltig, wenn das wirtschaftliche Handeln sich finanziell trägt und bei dieser Berechnung alle ESG-Sachverhalte (Nachhaltigkeit im engeren Sinne) berücksichtigt wurden. [Hinweis: Bei ESG steht das „S“ für „Social“; ansonsten aber für „Sustainable“].

## Hintergrund
ESG-Sachverhalten kommt in der betrieblichen Erfolgsrechnung eine immer prominentere Rolle zu. Diese nachhaltigkeitsbezogenen Sachverhalte werden zunehmend als Pre-Financials betrachtet, die sowohl eine finanzielle Wesentlichkeit (financial materiality) als auch eine Wesentlichkeit der Auswirkungen (impact materiality) haben können. Ab dem Geschäftsjahr 2024 müssen die ersten deutschen Unternehmen einen Nachhaltigkeitsbericht gemäß der Corporate Sustainability Directive (CSRD) in Verbindung mit der EU Taxonomie Verordnung (EU Tax VO) erstellen.
Der multidimensionale und verstärkt quantitative Ansatz der CSRD bedeutet einen wichtigen Schritt hin zu einer integrierten Finanz- und Nachhaltigkeitsberichterstattung, die alle Stakeholder als Adressaten der Berichterstattung versteht. Jedoch besteht durch die Vielzahl an Datenpunkten zur Nachhaltigkeit im Lagebericht die Gefahr eines information overloads. Durch die vermeintliche Informationsüberfrachtung des Lageberichtes besteht die Gefahr eines Qualitätsverlustes für die Stakeholder mit dem Risiko einer mangelnden Sichtbarkeit der steuerungsrelevanten Größen. Es erfolgt grundsätzlich keine Internalisierung externer ESG-Effekte in die Bilanz und Gewinn- und Verlustrechnung (GuV), da die Ansatzkriterien meistens nicht erfüllt sind. ESG-Sachverhalte finden somit keinen Eingang in finanzielle Performancegrößen, die einen wesentlichen Einfluss auf die Steuerung des Gesamtunternehmens sowie die Vorstandsvergütung haben und somit auf die Hauptentscheider in Unternehmen.
Die Integration von Nachhaltigkeitssachverhalten in die Rechnungslegung wurde im Jahr 2021 auf nationaler Ebene im Koalitionsvertrag geregelt: „Ökologische und gegebenenfalls soziale Werte wollen wir im Dialog mit der Wirtschaft in bestehende Rechnungslegungsstandards integrieren, beginnend mit den Treibhausgasemissionen“. Integration in diesem Kontext beinhaltet die Möglichkeit der Erfassung von Nachhaltigkeitssachverhalten in der Bilanz und der Gewinn- und Verlustrechnung.
Damit Nachhaltigkeitssachverhalte in steuerungsrelevanten Performancegrößen, insbesondere in Erfolgs- und Rentabilitätskennziffern, integriert werden können, sind diese buchhalterisch zu erfassen und zu bilanzieren. Das geht aber nicht ohne Weiteres, da sowohl nach HGB als auch IFRS für die Aktivierung von Vermögensgegenständen/-werten bestimmte Ansatzkriterien erfüllt sein müssen, die bei den hier diskutieren ESG-Sachverhalten nicht erfüllt sind. Dasselbe gilt für die Passivierung von Rückstellungen. Letztendlich läuft es darauf hinaus, dass es bei ESG-Aktiva wahrscheinlich keinen Cash-Zufluss und bei ESG-Passiva wahrscheinlich keinen Cash-Abfluss gibt. Dies führt aus ganzheitlicher Sicht zu unbefriedigenden Ergebnissen: Nachhaltiges Wirtschaften wirkt sich nicht nur nicht zum Vorteil aus, sondern sogar zum Nachteil, da ESG-Sachverhalte in der Bilanzierung und damit in den wichtigsten Performance-Kennziffern nicht beachtet werden. Dies soll an dem folgenden einfach gehaltenen Zahlenbeispiel gezeigt werden.
Zahlenbeispiel
Unternehmen A und B seien absolut identische Unternehmen. Sie erwirtschaften beide 100 Mio. € Umsatzerlöse und unterliegen beide nicht dem CO2-Emissionshandel. Unternehmen A und B investieren beide in eine neue Produktionsanlage. Unternehmen A kauft die preiswerteste Anlage und zahlt 125 Mio. €. Die Anlage emittiert 800 Tausend (Tsd.) Tonnen (t) CO2 pro Jahr. Unternehmen B hingegen ist es wichtig, eine Maschine zu erwerben, die so wenig CO2 wie möglich emittiert. Unternehmen B zahlt 250 Mio. € für die Produktionsanlage, die nur Hälfte an CO2 emittiert gegenüber der Anlage von Unternehmen A. Beide Maschinen werden linear über die Nutzungsdauer von 25 Jahren abgeschrieben. Somit schreibt Unternehmen A 5 Mio. € pro Jahr ab und Unternehmen B 10 Mio. €. Für die Bewertung der CO2-Emissionen wird hier der – im Rahmen des Europäischen CO2-Emissionshandels (EU-ETS) – notierte Börsenpreis von 70 €/t CO2 zugrunde gelegt.
In der klassischen Finanzbuchhaltung (F-Buchhaltung) und Bilanzierung (F-Bilanzierung) würden – gem. dem linken Teil der Abbildung 1 – beide Unternehmen jeweils 100 Mio. € als Ertrag in der Gewinn- und Verlustrechnung (GuV) erfassen (1A, 1B). Zudem hat Unternehmen A eine jährliche Abschreibung von −5 Mio. € (2A) und Unternehmen B von −10 Mio. € (2B) in der GuV zu berücksichtigen. Dadurch reduzieren sich die aktivierten Anschaffungskosten bei Unternehmen A von 125 Mio. € auf 120 Mio. € und bei Unternehmen B von 250 Mio. € auf 240 Mio. € am Ende des ersten Geschäftsjahres. Es ergibt sich ein EBIT (A) in Höhe von 95 Mio. € und ein EBIT (B) von 90 Mio. €. Durch die höhere Abschreibung auf die nachhaltigere Anlage des Unternehmens B fällt das EBIT (B) geringer aus als EBIT (A). Dies ist aus ganzheitlicher, Nachhaltigkeit integrierender Bilanzierungssicht ein unbefriedigendes Ergebnis und liegt daran, dass die negativen externen Effekte der CO2-Emissionen nicht in der F-Buchhaltung erfasst werden dürfen, da die bilanziellen Ansatzkriterien einer Rückstellung nach HGB und IFRS nicht vorliegen.

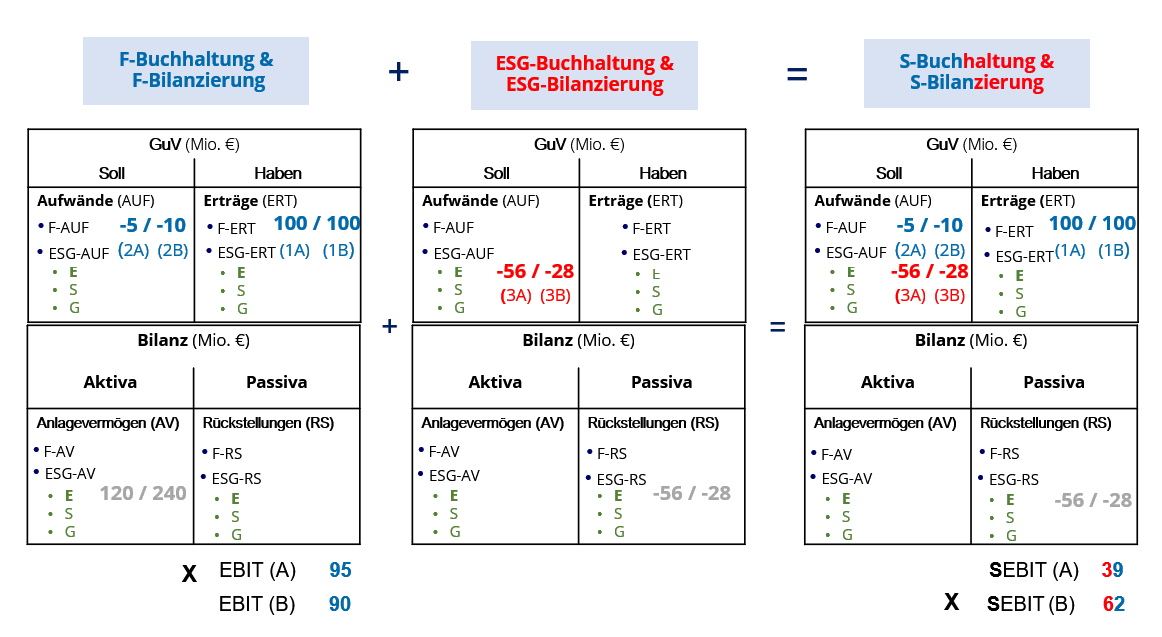
Abbildung 1: Buchungsbeispiel zu CO2-Emissionen.

Sustainable Performance Accounting bietet für dieses Dilemma folgenden Ausweg: Nachhaltigkeitsbezogene Sachverhalte werden in einer zweiten Buchhaltung erfasst, der ESG-Buchhaltung. Wie aus dem mittleren Teil der Abbildung 1 ersichtlich, ist für das emittierte CO2 von Unternehmen A aufwandswirksam eine Rückstellung in Höhe von 56 Mio. € (800 Tsd. t CO2 * 70 €/t CO2) zu buchen (3A). Da Unternehmen B aufgrund der nachhaltigeren Anlage nur die Hälfte an CO2 emittiert, fällt für die von Unternehmen B zu erfassende Rückstellung ein Betrag von 28 Mio. € an (3B).
Aus der Addition der Buchungen aus der F- und ESG-Buchhaltung ergeben sich die Buchungen in der nachhaltigen Buchhaltung, der S-Buchhaltung. Diese stellt die Grundlage für die ganzheitlichen Performance-Kennziffer SEBIT da; siehe rechter Teil der Abbildung 1. SEBIT (A) beläuft sich danach auf 39 Mio. € und ergibt sich aus 100 Mio. € Umsatzerlöse sowie −5 Mio. € Abschreibung, beide aus der F-Buchhaltung, sowie −56 Mio. € Aufwand für die CO2-Emissionen aus der ESG-Buchhaltung. SEBIT (B) hingegen beläuft sich auf 62 Mio. €. Diese ergeben sich aus 100 Mio. € Umsatzerlöse und −10 Mio. € Abschreibung, beide aus der F-Buchhaltung, sowie aus −28 Mio. € Aufwand für die CO2-Emissionen aus der ESG-Buchhaltung. Bei der Verwendung von SEBIT weist nun auch das nachhaltigere Unternehmen B mit 62 Mio. € eine höhere Performance als Unternehmen A mit 39 Mio. € aus. Da SPA auf dem Grundsatz der Doppik basiert, sind Bestandsgrößen auch Gegenstand dieser Konzeption.
ESG-Kapital
SPA nutzt die Einführung eines ESG-Kapitals, um Ansprüche der Allgemeinheit an Unternehmen und umgekehrt sichtbar zu machen. Diese Position wiederum ist unterteilt in die drei Unterpositionen Environmental (E), Social (S) und Governance (G).
Das ESG-Kapitals baut auf der Grundidee auf, dass andere Stakeholder oder Entitäten Anspruchsberechtigte des Eigenkapitals sein können. Auch die Europäischen Nachhaltigkeitsstandards sehen explizit „nature as a silent stakeholder“ vor. Das Wesen des ESG-Kapitals ist ähnlich der Konzernrechnungslegung-Eigenkapital-Position „Anteile anderer Gesellschafter“ (§ 307 HGB). Jedoch basiert die Anspruchsberechtigung am „ESG-Kapital“ auf einem nur impliziten Vertrag mit der Allgemeinheit. Es können sowohl Aktiva als auch Passiva gegen das ESG-Kapital ausgebucht werden – je nachdem, ob das Unternehmen positive oder negative Effekte generiert.

## Historie
Historie von SPA
- 1. Juni 2024: Veröffentlichung des Open-Access Papers „From EBIT to SEBIT (Sustainable EBIT): Sustainable Performance Accounting (SPA) using the Example of CO2 Accounting“ von Knut Henkel, Jenny Lay-Kumar und Christian Hiß.[6][7]
- 15. Oktober 2023: Veröffentlichung des Open-Access Papers „Sustainable Performance Accounting (SPA) am Beispiel der Bilanzierung von CO2-Emissionen“ von Knut Henkel, Jenny Lay-Kumar und Christian Hiß.[8]
- 13. Januar 2023: Erstmalige Präsentation der SPA-Konzeption vor einem größeren Fachpublikum auf dem „ESMT-Workshop zur Integration von CO2 in die Rechnungslegung“ durch Jenny Lay-Kumar und Knut Henkel.[9]
- 1. Januar 2023: Beitrag „Sustainable Performance Accounting als Schlüssel für die Nachhaltigkeitstransformation – Einsichten aus dem Projekt QuartaVista“ von u. a. Jenny Lay-Kumar.[10]
- 8. August 2022: Kommentierung gegenüber EFRAG und Hinweis auf SPA durch Jenny Lay-Kumar und Knut Henkel.[11]
- 22. Juni 2022: SPA-Wissenschaftskonferenz, Positionspapier „Sustainable Performance Accounting“ von u. a. Jenny Lay-Kumar.[12]

Historie von SPA-Vorläufern
- 2021: Abschlussbericht des Projektes „QuartaVista“ von u. a. Jenny Lay-Kumar.[13]
- 2020: Veröffentlichung „The integration of sustainability and externalities into the corporate DNA“, wissenschaftliche Reflexion von Projekt „Quarta Vista“ von u. a. Jenny Lay-Kumar.[14]
- 2015: Veröffentlichung „Richtig rechnen! Durch die Reform der Finanzbuchhaltung zur ökologisch-ökonomischen Wende“ von Christian Hiß.[15]

Historie weiterer Konzepte zur Monetarisierung (und Erfassung in der Bilanzierung) von Nachhaltigkeitssachverhalten (Auswahl)
- 2024: Sustainable Finance-Beirat der Bundesregierung[16]
- 2024: Umweltbundesamt, Gesellschaftliche Kosten von Umweltbelastungen[17]
- 2022: TMG Think Tank for Sustainability, True Cost Accounting – Agrifood Handbook[18]
- 2020: Misereor, Wahre Kosten[19]
- 2021: Impact Task Force[20]
- 2018: OECD, For Good Measure[21]
- 2017: CE Delft, Shadow Prices Handbook[22]
- 2017: Impact Valuation Roundtable (IVR)¸ Operationalizing Impact Valuation[23]
- 2015: Holcim, Integrated P&L[24]
- 2009: Kering, Entwicklung der nachhaltigen Business Modelle Environmental(E)  EP&L[25]
- 2009: EU, NEEDS (New Energy Externalities Development for Sustainability)[26]
- 2007: Umweltbundesamt, externe Umweltkosten bei Wirtschaftlichkeitsberechnungen[27]
- 2006: Stern-Bericht im Auftrag der britischen Regierung, The Economics of Climate Change[28]

## Konzeption
SPA-Umsetzung
Für die Umsetzung eines Sustainable Performance Accountings (SPA) sind folgende vier Schritte erforderlich:
ESG-Accounting
- SPA 1: Ansatz in der ESG-Buchhaltung
- SPA 2: Ausweis in der ESG-Buchhaltung
- SPA 3: Bewertung in der ESG-Buchhaltung
  - SPA 3a: Ermittlung und Interpretation der Indikatoren
  - SPA 3b: Monetarisierung

+ Sustainable Performance
- SPA 4: Ermittlung und Erläuterung der S-Performance
  - SPA 4a: Ermittlung der S-Performance
  - SPA 4b: Erläuterung der S-Performance

= Sustainable Performance Accounting (SPA)
SPA 1: Ansatz in der ESG-Buchhaltung
Zunächst sind die zu erfassenden ESG-Sachverhalte zu ermitteln. Eine Orientierung bieten die themenbezogenen ESRS. Gem. ESRS 1.AR 16G sind 10 Themen (Standards) Gegenstand des ersten Sets an ESRS, die insgesamt 38 Unterthemen und 69 Unter-Unterthemen beinhalten. Auch nicht-berichtspflichtige Unternehmen können sich hieran orientieren. Gegenstand der Erfassung sind alle ESG-Sachverhalte, die gem. der doppelten Wesentlichkeitsanalyse als wesentlich für das Unternehmen identifiziert wurden und daher Gegenstand der Nachhaltigkeitsberichtserstattung sind. Dies gilt sowohl für alle Sachverhalte der „finanziellen Wesentlichkeit“ (financial materiality) als auch der „Wesentlichkeit der Auswirkungen“ (impact materiality). SPA berücksichtigt sowohl betriebliche ESG-Sachverhalte (finanzielle Wesentlichkeit, Outside-in Perspektive) als auch ESG-Gemeinwohlsachverhalte (Wesentlichkeit der Auswirkungen, Inside-out Perspektive), also negative und positive externe Effekte. Betriebliche ESG-Sachverhalte entsprechen der finanziellen Wesentlichkeit gemäß ESRS. Diese Perspektive wird als Outside-in Perspektive bezeichnet, denn sie beinhaltet die finanziellen Auswirkungen, die ökologische und gesellschaftliche Dynamiken auf Unternehmen haben. ESG-Gemeinwohlsachverhalte entsprechen der Wesentlichkeit der Auswirkungen gemäß ESRS. Diese Perspektive wird auch Inside-out-Perspektive bezeichnet, die die Impacts von Unternehmen auf Umwelt und Gesellschaft abbildet.
In der ESG-Buchhaltung sind grundsätzlich zwei Sachverhalte zu unterscheiden. ESG-Sachverhalte, die negative externe Effekte verursachen, werden als ESG-Rückstellungen gebucht. Dies betrifft bspw. die CO2-Emissionen. Als ESG-Vermögensgegenstand/-wert werden Sachverhalte erfasst, die einen positiven externen Effekt erzeugen, bspw. CO2-Sequestrierungsmaßnahmen.
SPA 2: Ausweis in der ESG-Buchhaltung
Um die ESG-Sachverhalte sachgerecht ausweisen zu können, sind diese auf Kontenebene separat zu erfassen. Hierfür ist der F-Kontenplan um E-, S- und G-Sachverhalte zu erweitern.
SPA 3: Bewertung in der ESG-Buchhaltung
SPA 3a: Ermittlung und Interpretation der Indikatoren
Eine zentrale Bedeutung kommt der Bewertung der ESG-Sachverhalte zu. Denn ohne Bewertung ist keine Buchung möglich. Und typisch für ESG-Sachverhalte ist, dass es in der Regel keine Werte von (aktiven) Märkten gibt und sich für die Bewertung oft noch keine (allgemein anerkannten) Verfahren etabliert haben.
Um ESG-Sachverhalte bewerten zu können, müssen zunächst die für die Bewertung relevanten Indikatoren ermittelt und interpretiert werden. Dabei berücksichtigt SPA drei Indikatoren-Ebenen, die gleichwertig berücksichtigt werden (sofern Daten vorhanden sind).
- Ebene 1: wissenschaftliche und politische Soll-Werte
- Ebene 2: empirische Vergleichswerte (Best-in-Class-Ansatz)
- Ebene 3: subjektive (selbst)kritische Einschätzung des Unternehmens und seiner Stakeholder basierend auf Praxiswissen.

Um zu ermitteln, welche ESG-Sachverhalte wesentlich sind, nutzt SPA als Orientierung die Stärke der Auswirkungen vor. Wesentliche positive und negative ESG-Effekte sind zu berücksichtigen, gleich ob sie aus dem Bereich der finanziellen Wesentlichkeit (Financial Materiality) und/oder der Wesentlichkeit der Auswirkungen (Impact Materiality) stammen. Die Bewertung orientiert sich am Ampelprinzip: Der grüne Bereich entspricht einem wesentlichen positiven Wertbeitrag zu nachhaltigem Wirtschaften (positiver externer Effekt). Der gelbe Bereich beinhaltet nicht wesentliche positive und/oder negative Wertbeiträge und wird nicht weiter für die ESG-Buchhaltung berücksichtigt. Der rote Bereich weist aufgrund riskanten Handelns bezüglich des jeweiligen ESG-Kriteriums einen wesentlichen negativen Wertbeitrag aus (negativer externer Effekt).
SPA 3b: Monetarisierung
In einem weiteren Schritt sind die Indikatoren, die relevante positive bzw. negative externe Effekte hervorrufen, zu monetarisieren. In Anlehnung an die HGB- bzw. IFRS-Bilanzierung erfolgt die Zugangsbewertung bei den Vermögensgegenständen/-werten zu Anschaffungs- oder Herstellungskosten. Die Rückstellungen sind mit dem Erfüllungsbetrag zu bewerten.
Bei der Ausbuchung eines Aktivums gegen das ESG-Kapital hat das Unternehmen der Allgemeinheit Nachhaltigkeitsleistungen kostenlos zur Verfügung gestellt; in diesem Beitrag Leistungen für Klimaschutz. Buchhalterisch ist das eine Art Sachentnahme der Allgemeinheit, welche als Soll-Buchung auf dem ESG-Konto erfasst wird. Das ist aus ganzheitlicher bilanzanalytischer Sicht grundsätzlich positiv zu beurteilen. Würde eine solche Bilanzierung Grundlage einer Transferleistung des Staates oder aber einer Geldzahlung eines privaten Geldgebers, flösse dem Unternehmen Liquidität zu.
Die Ausbuchung einer Rückstellung gegen das ESG-Kapital erfolgt, wenn der Grund für die Rückstellungsbildung entfallen ist. In diesem Fall hat das Unternehmen der Allgemeinheit ESG-Kosten hinterlassen, ohne dafür bezahlt zu haben. Ein Beispiel hierfür sind CO2-Emissionen, die zu negativen Impacts im Bereich Klima (ESRS E1) führen. Buchhalterisch ist das eine Art Sacheinlage der Allgemeinheit, welche als Haben-Buchung auf dem ESG-Kapital erfasst wird. Das ist aus bilanzanalytischer Sicht negativ zu beurteilen. Würde eine solche Bilanzierung Grundlage einer Transferleistung des Staates, müsste das Unternehmen Geld an die Allgemeinheit (den Staat) zahlen. Grundsätzlich ist vorstellbar, dass ein Haben-Saldo des ESG-Kapitals als Bemessungsgrundlage für eine ESG-Besteuerung herangezogen wird, die für die Finanzierung von ESG-Leistungen verwendet wird. Vereinfacht formuliert: Wenn ein Unternehmen negative Auswirkungen auf Umwelt und/oder Gesellschaft hat, beispielsweise im Bereich Klima (Impact Materiality, ESRS E1), müsste es bei einer ESG-Besteuerung Geld zahlen. Wenn ein Unternehmen Klimaschutzleistungen erbringt, die positive Auswirkungen auf Umwelt und/oder Gesellschaft haben, würde es Geld erhalten.
Die Zugangsbewertung des ESG-Aktivums erfolgt zu Herstellungskosten, die durch Dokumentation der in der F-Buchhaltung erfassten Aufwendungen nachgewiesen werden. Grundsätzlich könnte der Beitrag zum Gemeinwohl durch Klimaschutz (ESRS E1) auch höher bewertet werden als die Herstellungskosten. Die Zugangsbewertung der CO2-Rückstellung erfolgt zum Erfüllungsbetrag. Hierfür könnte bei CO2-Emissionen bspw. der aktuelle CO2-Börsenpreis des europäischen CO2-Emissionshandels (EU-ETS) zugrunde gelegt. Je nach Stakeholdergruppe kann der Wertansatz bei der Monetarisierung variieren. So ermittelt das Umweltbundesamt einen CO2-Preis von 238 €/t CO2 (Stand: Jahreszahl, Quelle). Denn durch den Erwerb von CO2-Zertifikaten könnte die CO2-Rückstellung beglichen und ausgebucht werden. Bei der anfänglichen Rückstellungsbildung ist die Berücksichtigung von branchenspezifischen CO2-Transitionsbudgets – in Form eines Art Freibetrages – denkbar.
SPA 4: Ermittlung und Erläuterung der S-Performance
Auf Grundlage der ESG-Buchhaltung lässt sich die Sustainable Performance (S-Performance) ermitteln und die Differenz zur F-Performance erläutern.
SPA 4a: Ermittlung der S-Performance
Durch Addition der Buchwerte aus der F- und ESG-Buchhaltung ergeben sich die Buchwerte der ganzheitlichen S-Buchhaltung. Aus dieser lassen sich die S-Bilanz und S-GuV erstellen. Letztere ist Grundlage für die Ermittlung sämtlicher erfolgsabhängiger ganzheitlicher S-Performance-Größen, wie bspw. nachhaltiger Jahresüberschuss (SJÜ), nachhaltiges EBIT (SEBIT), nachhaltige Eigenkapitalrendite (SEKR).
SPA 4b: Erläuterung der S-Performance
Zwischen der F- und der S-Performance, also bspw. dem EBIT und dem SEBIT; wird sich eine Differenz ergeben. Diese ist im Rahmen einer Überleitung zu erläutern. Dies könnte durch Erweiterung der Übersicht der konkreten ESG-Berichtsthemen – aus dem Ergebnis der doppelten Wesentlichkeitsanalyse gemäß ESRS – dargestellt werden. Eine solche Überleitung von der F- hin zur S-Performance könnte bspw. in Kapitel „1. General Information“ des Nachhaltigkeitsberichtes verortet werden, der wiederum einen Teil des Lageberichtes darstellt. Denkbar wäre auch, dass hier zusätzlich noch die S-Bilanz und S-GuV veröffentlicht werden.

## Buchungsbeispiele
Die einzelnen Buchungssätze der ESG-Buchhaltung sind in der Anlage einsehbar (S. 16 ff.).
Gegenstand des linken Teils der Abbildung 2 ist das Ergebnis der doppelten Wesentlichkeitsanalyse der GreenAccounting AG. Neben dem im Kapitel Hintergrund bereits erläuterten ESRS E1-Sachverhalt der CO2-Emissionen durch Produktion, sind für die GreenAccounting AG noch ein weiterer ESRS E1-Sachverhalt (CO2-Sequestrierung/Rückbindung), drei Sachverhalte des ESRS S1 (Lohnspreizung, Mitarbeitergesundheit, Auszubildende) sowie zwei Sachverhalte des ESRS G1 (Bestechung, Resilienz) wesentlich. Insgesamt sind für die GreenAccounting AG damit 7 ESG-Themen wesentlich.

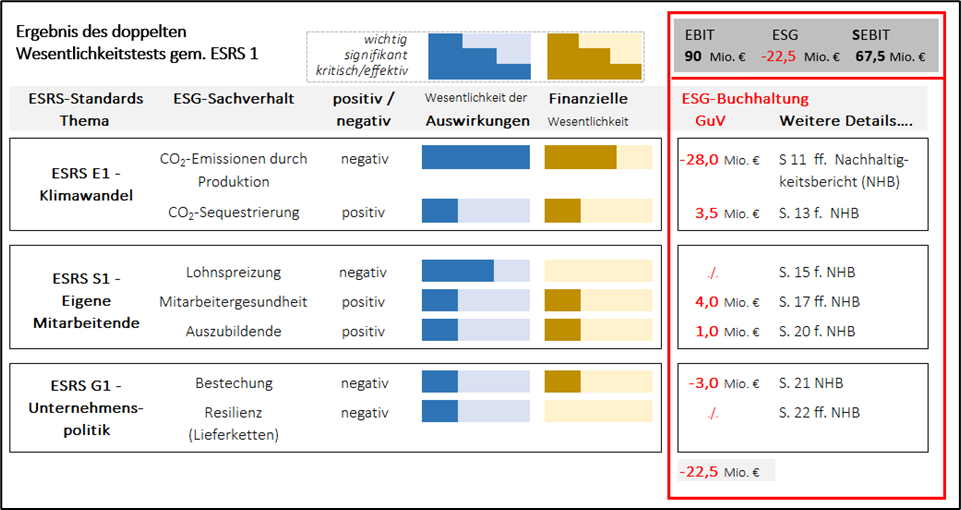
Abbildung 2: EBIT zu SEBIT

In Abbildung 2 wird pro ESG-Thema angegeben, ob dieses einen positiven oder aber einen negativen Effekt beinhaltet. Zudem wird grafisch der Schweregrad eines jeden ESG-Sachverhalts mit Blick auf die Wesentlichkeit der Auswirkungen (impact materiality, inside-out) und/oder auf die finanzielle Wesentlichkeit (financial materiality, outside-in) dargestellt.
An dieser Ergebnisdarstellung könnte die Überleitungsrechnung zum SEBIT ansetzen. Zu jedem ESG-Sachverhalt könnte der Buchungsbetrag in der ESG-GuV sowie der Hinweis auf die entsprechenden Seitenangaben des Nachhaltigkeitsberichts ergänzt werden, in dem der jeweilige ESG-Sachverhalt samt Bewertung erläutert wird.
Die Überleitung der GreenAccounting AG befindet sich im rot umrandeten Feld der Abbildung 1. Für „positive“ ESG-Sachverhalte wird in der ESG-GuV ein Ertrag (aus der Aktivierung eines Aktivums in der ESG-Bilanz) dargestellt. Dies betrifft im konkreten Beispiel die CO2-Sequestrierung (3,5 Mio. €), die Mitarbeitergesundheit (4 Mio. €) sowie die Ausbildung der Auszubildenden (1 Mio. €). Dementsprechend ist für „negative“ ESG-Sachverhalte jeweils ein Aufwand in der ESG-GuV zu erfassen, da diese in der ESG-Bilanz zu passivieren sind. Dies betrifft zum einen die CO2-Emissionen durch die Produktion (- 28 Mio. €) sowie negative Auswirkungen durch Bestechung (- 3 Mio. €). Bei zwei weiteren „negativen“ ESG-Sachverhalten war eine Bewertung nicht möglich, so dass hier keine ESG-Buchung erfasst werden konnte (Lohnspreizung, Resilienz).
In der Summe beläuft sich die Belastung durch die ESG-GuV auf −22,5 Mio. €. Dieser Betrag ist Gegenstand des rot umrandeten Feldes oben rechts in der Abbildung 1. Ausgehend vom EBIT der GreenAccounting AG in Höhe von 90 Mio. € ergibt sich durch Subtraktion von −22,5 Mio. € aus der ESG-GuV ein SEBIT von insgesamt 67,5 Mio. €, welches in diesem Beispiel die Sustainable Performance darstellt. Der SEBIT liegt somit deutlich niedriger als der EBIT. So ist mit einem Blick zu erkennen, dass die Green Accounting AG wesentliche negative externe Effekte verbuchen musste. Der Vergleich von EBIT und SEBIT ermöglicht somit einen Vergleich zwischen der klassischen F-Performance und der S-Performance.
SPA ESG Buchungsmatrix
Überblick
Die Grundlage für sämtliche Buchungen in der ESG-Buchhaltung stellt die „SPA ESG Buchungsmatrix“. dar.

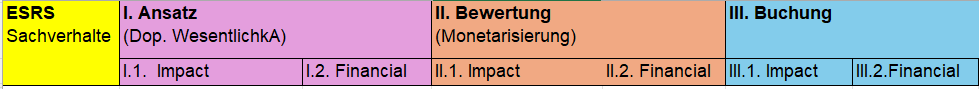
Abbildung 3: SPA ESG Buchungsmatrix: Übersicht

Zunächst sind alle buchungsrelevanten ESG-Sachverhalte zu ermitteln. Hierbei erfolgt eine Anlehnung an die ESRS. Dann ist zu ermitteln, ob diese ESG-Sachverhalte in der ESG-Buchhaltung anzusetzen sind, also zu buchen sind (1. Ansatz). Dies ist der Fall, wenn die buchungsrelevanten ESG-Sachverhalte wesentlich sind, und zwar aus Impact-Sicht (I.1.) und/oder Financial-Sicht (I.2.). Dies entspricht dem Grundgedanken der doppelten Wesentlichkeitsanalyse gem. ESRS. Des Weiteren wird für die in der ESG-Buchhaltung zu buchenden Sachverhalte eine Bewertung benötigt (II. Bewertung / Monetarisierung); auch hier wieder jeweils für Impact (II.1.) und/oder Financial (II.2.). Aus diesen ganzen Vorab-Informationen können dann die Buchungen (III.) in der ESG-Buchhaltung erfolgen, auch wieder für Impact (III.1.) und/oder Financial (III.2.)
ESG- / ESRS Sachverhalte
Um die einzelnen Buchungssachverhalte für die ESG-Buchhaltung zu ermitteln, sind die ESRS-Themen / Unterthemen / Unter-Unterthemen (gem. ESRS 1 AR 16) i.V.m. den Offenlegungsanforderungen und den dazugehörigen Datenpunkten zu untersuchen.
Ansatz

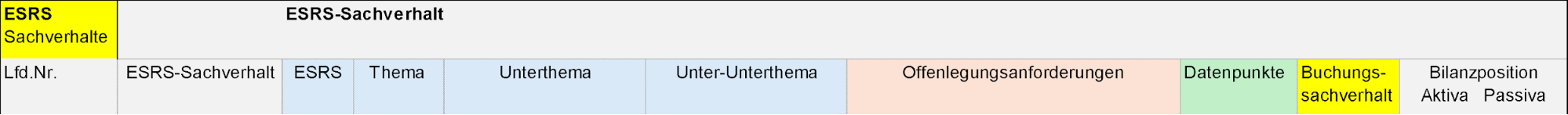
Abbildung 4 : SPA ESG Buchungsmatrix: ESG- / ESRS Sachverhalte

Nachdem die Richtung des ESG-Sachverhaltes ermittelt wurde, positiv (Aktivum) oder negativ (Passivum), ist der Indikator für die Grenzwertermittlung festzulegen. Ist der Grenzwert überschritten, ist der ESG-Sachverhalt wesentlich und somit in der ESG-Buchhaltung zu buchen. Der Grenzwert kann sich aus einer Norm, einer Benchmark und/oder Unternehmensspezifka ergeben. Dies ist zum einen für Impact (II.1.) zu ermitteln und ebenfalls genauso für Financial (II.2.).
Bewertung (Monetarisierung)

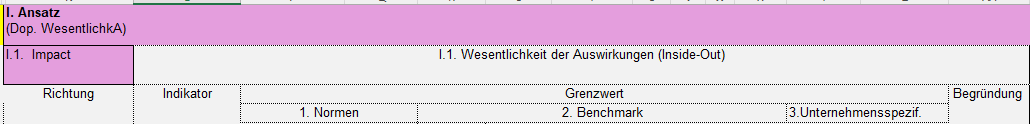
Abbildung 5: SPA ESG Buchungsmatrix: Ansatz, Impact (I.1.)

Sowohl für Impact als auch für Financial ist der jeweilige Wertansatz zu ermitteln und zu begründen.
Buchung

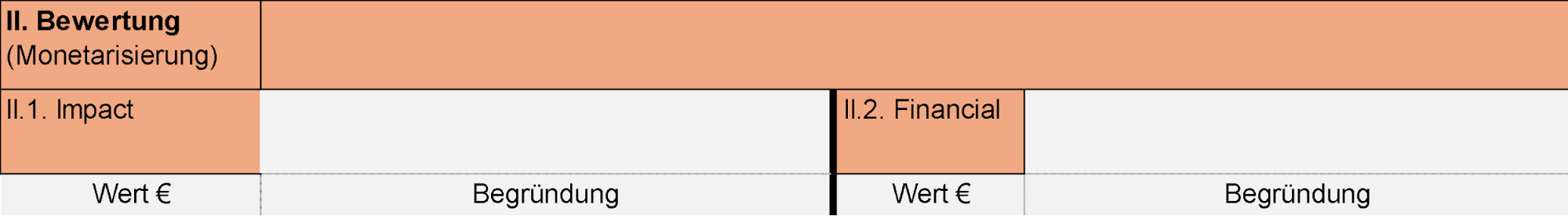
Abbildung 6: SPA ESG Buchungsmatrix: Bewertung (II.)

Aus den zuvor ermittelten Informationen lässt sich dann der Buchungssatz, sowohl für Impact als auch für Financial, ermitteln
Gesamt-Matrix

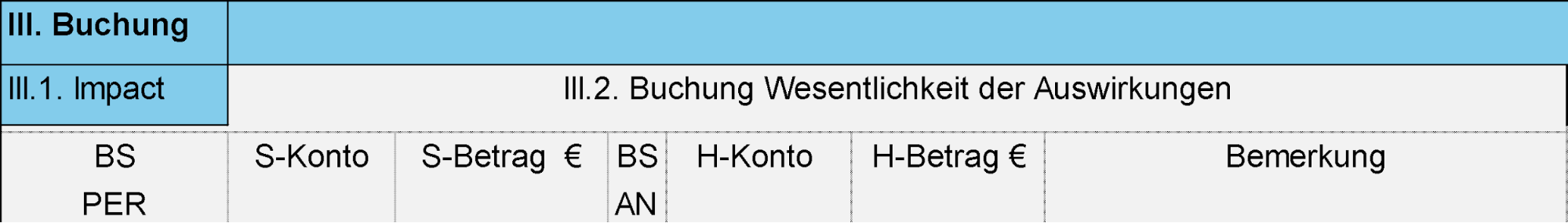
Abbildung 7: SPA ESG Buchungsmatrix: Buchung, Impact (II.1.)

Rollt man alle zuvor dargestellten Informationen für alle relevanten ESRS Standards / Datenpunkte aus, so ergibt sich die gesamte ESG Buchungsmatrix.

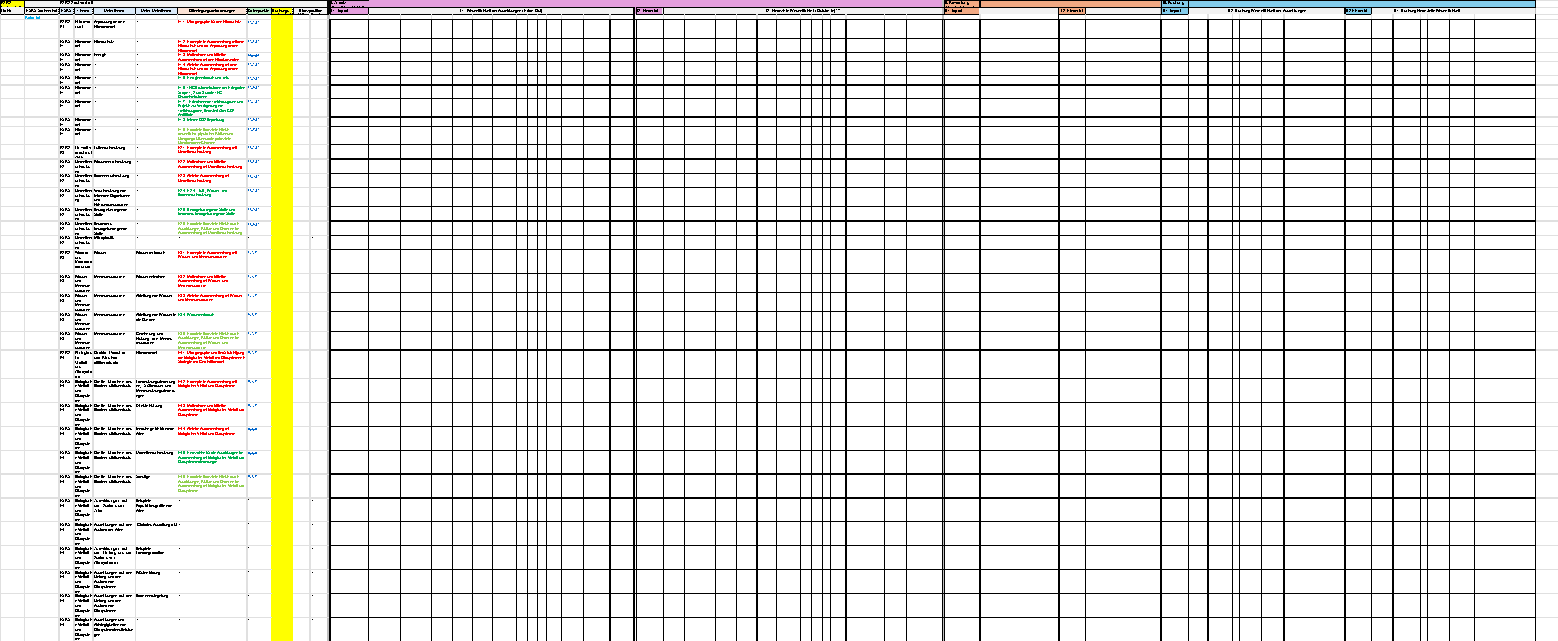
Abbildung 8: SPA ESG Buchungsmatrix: Gesamt-Matrix

## Offene Fragestellungen
Langfristiges Ziel muss es sein, dass die parallele F- und ESG-Buchhaltung nicht mehr benötigt wird, weil alle ESG-Sachverhalte Gegenstand der regulären F-Buchhaltung und F-Bilanzierung sind. Dies wird der Fall, je mehr ESG-Sachverhalte reguliert werden und/oder die Ansatzkriterien für die F-Bilanzierung erweitert werden. Grundvoraussetzung für eine Regulierung bspw. in Form einer ESG-Besteuerung und/oder von ESG-Transferleistungen ist jedoch die Bewertung und Bepreisung von ESG-Sachverhalten. Und hierzu liefert die ESG-Buchhaltung wertvolles Datenmaterial.
Bis dieses der Fall ist, wird eine ESG-Buchhaltung für die Ermittlung von S-Performance-Kennzahlen benötigt. In dem Zusammenhang bleibt festzuhalten, dass es für diverse Nachhaltigkeitsthemen noch keine (allgemein anerkannten) Bewertungsmethoden gibt, da (einheitliche) Indikatoren, Grenzwerte und/oder Monetarisierungen ausstehen. Dies ist jedoch Voraussetzung für die Erfassung in einer ESG-Buchhaltung und damit für eine letztendliche Berücksichtigung in S-Performance-Kennziffern. Hier braucht es – und gibt es bereits auch – weiterführende Forschungsbeiträge und kritische Diskussionen. Details sind im Rahmen weiterer Publikationen zu erarbeiten. Und solange gilt aus SPA-Sicht: Besser unvollkommene Maßstäbe für die Internalisierung von ESG Sachverhalten in der ESG-Buchhaltung zu verwenden, als gar keine Bewertung und Buchung durchzuführen. Entscheidend hierbei ist, dass die Vorgehensweise offengelegt wird, so dass jeder Stakeholder nachvollziehen kann, anhand welcher Parameter Ansatz und Bewertung in der ESG-Buchhaltung erfolgt ist.

## Veröffentlichungen
- Geschwindner, Sven; Eser, Toni; Haubold, Stephan; DATA – a sustainable performance accounting framework for SMEs. From macro planetary boundaries to micro economic Sustainable Earnings Before Interest and Tax – SEBIT, Journal of Business Chemistry, 2. Juni 2023, S. 112–122.
- Henkel, Knut; Lay-Kumar, Jenny; Hiß, Christian; From EBIT to SEBIT (Sustainable EBIT): Sustainable Performance Accounting (SPA) using the Example of CO2 Accounting, Journal of Modern Accounting and Auditing (JMAA) Apr.-June 2024, Vol. 20, No. 2, 49–71 (Open Access, Abruf: 28. Juli 2024).
- Henkel, Knut; Emder entwickelt Konzept zur CO2-Bilanzierung,
- Henkel, Knut; Erfassung von CO2 in der Bilanz, in: Pressemitteilung der Hochschule Emden, 13. November 2023 (online, Abruf: 28. Juli 2024).
- Henkel, Knut; Lay-Kumar, Jenny; Hiß, Christian; Sustainable Performance Accounting (SPA) am Beispiel der Bilanzierung von CO2-Emissionen, OPUS – Hochschulschrift der Hochschule Emden/Leer, 15. Oktober 2024 (Open Access, Abruf: 3. Januar 2024).
- Hiß, Christian; Richtig rechnen! Durch die Reform der Finanzbuchhaltung zur ökologisch-ökonomischen Wende, München, 2015.
- Lay-Kumar u. a., Sustainable Performance Accounting als Schlüssel für die Nachhaltigkeitstransformation; in: Jeromin/Zwick (Hrsg.): Mit Sustainable Finance die Transformation dynamisieren. Springer Gabler, Wiesbaden, 2023, S. 187–199. (doi:10.1007/978-3-658-38044-1_14; Abruf: 28. Juli 2024).
- Lay-Kumar, Jenny; Henkel, Knut; Blogbeitrag zu „ESMT-Workshop zur Integration von CO2 in die Rechnungslegung“, 13. Januar 2023 (online, Abruf: 27. März 2024).
- Lay-Kumar, Jenny u. a.; Sustainable Performance Accounting. Positionspapier zur Wissenschaftskonferenz, 2022 (online, Abruf: 28. Juli 2024).
- Lay-Kumar, Jenny; Abschlussbericht QuartaVista, Berichtsteil Regionalwert AG Freiburg. 2021 (online, Abruf: 27. März 2024), S. 26 ff.
- Walkiewicz, Juliana; Lay-Kumar, Jenny; Herzig, Christian; The integration of sustainability and externalities into the „corporate DNA“: a practice-oriented approach; Corporate Governance: The International Journal of Business in Society, 2021, (online, Abruf: 17. September 2023).